# Бно-Айриян, Михаил Каренович
Михаил Каренович Бно-Айриян (укр. Михайло Каренович Бно-Айріян; род. 1 февраля 1984, Баку) — украинский дипломат, продюсер и режиссёр, управленец, заместитель директора Государственного предприятия "Национальная энергетическая компания «Укрэнерго» по коммуникациям и международному сотрудничеству. Автор книги «Стратегии энергетической дипломатии Украины». С 10 июля по 28 октября 2019 года — председатель Киевской ОГА.

## Биография

### Образование
Окончил школу № 45 во Львове с золотой медалью.
В 2007 году окончил Киевский национальный университет имени Тараса Шевченко, специальность «Международные экономические отношения», квалификация экономиста-международника, переводчика с арабского языка (диплом магистра с отличием).
С 2007 по 2009 год проходил обучение в Московском государственном институте международных отношений, где получил диплом МВА по специальности «Международный нефтегазовый бизнес».
В 2012 году учился в Сингапуре по программе Министерства иностранных дел Сингапура. Эта программа была разработана для обучения государственных служащих из развивающихся стран.

### Карьера

#### Газета «Бизнес»
В 2004 году начал работать журналистом в ведущем в том время деловом издании «Бизнес». Сфера профессиональных интересов распространялась на горно-металлургический комплекс, промышленность, машиностроение, международные отношения, энергетику и международную торговлю. За время работы написал более 330 статей, в том числе был автором нескольких журналистских расследований.

#### Дипломат
В 2009—2011 годах работал в должности третьего, а затем второго секретаря посольства Украины в РФ, отвечал за двустороннее сотрудничество в сфере топливно-энергетического комплекса.
В декабре 2011 года возвращается в Украину и становится помощником Министра иностранных дел Украины Константина Грищенко. Отвечает за экономическое направление работы, а также за сотрудничество со странами Ближнего Востока, Африки и СНГ, а также за экономизацию внешней политики. В марте 2011 года инициирует создание Совета экспортеров при МИД Украины и занимает должность исполнительного секретаря организации. Возглавляемая Грищенко организация объединила 75 предприятий и компаний крупного бизнеса.
За время работы Михаила исполнительным секретарем Совета экспортеров при МИД было проведено четыре заседания. Выступал за усиление сотрудничества между МИД и регионами Украины по продвижению их интересов на международных рынках. В частности, в 2011 году инициировал создание Рабочей группы по сотрудничеству МИД с регионами Украины и занимал должность исполнительного секретаря этой группы.

#### Кабинет Министров Украины
В январе 2013 года становится советником по гуманитарным вопросам вице-премьер-министра Украины Грищенко. На то время выпадает важный период перехода Украины на международные стандарты, в частности Стандарт надлежащей производственной практики (GMP) ЕС в производстве лекарств и Целесообразной практики распределения (ДПР) лекарств. Украина впервые ратифицировала конвенцию Совета Европы «О противодействии фальсификации лекарственных средств и аналогичных преступлений, несущих угрозу общественному здоровью» и впервые на постсоветском пространстве ввела уголовную ответственность за подделку лекарственных препаратов. Благодаря активной позиции удалось существенно упростить доступ терминальным больным в обезболивающих, в частности Правительство одобрило новый порядок приобретения, перевозки, хранения, отпуска, использования и уничтожения наркотических средств, психотропных веществ и прекурсоров в учреждениях здравоохранения. Кроме того, удалось утвердить «Государственную целевую социальную программу профилактики, диагностики и лечения вирусных гепатитов на период до 2016 года».

#### Министерство энергетики и угольной промышленности
С января 2015 года занимает должность начальника управления европейской интеграции Министерства энергетики и угольной промышленности, где занимается координацией работы министерства на международном направлении, вопросами евроинтеграции, в том числе координацией обязательств в рамках Энергетического сообщества. Фактически становится ключевой медийной лицом после министра. За время работы в Министерстве инициировал создание стратегической группы на реагирование проблем инвесторов, целью которой стало максимально быстро обрабатывать проблемные вопросы для принятия соответствующих решений. Кроме этого, во время работы в должности начальника управления европейской интеграции, руководил рабочей группой по написанию Закона Украины «О рынке электрической энергии», который был принят 13 апреля 2017 года.
С октября 2015 года занимает должность начальника департамента стратегического планирования и европейской интеграции и отвечает за сотрудничество с международными организациями, стратегическое планирование, координацию обязательств в рамках Энергетического Сообщества, координацию работы Министерства на международном направлении и европейской интеграции. Кроме этого, принимал активное участие в разработке альтернативной модели анбандлинга НАК «Нафтогаз Украины», в частности выступает за сохранение сегмента транспортировки газа в ведении Министерства энергетики и угольной промышленности и передачу генерирующих мощностей ГП НАЭК «Энергоатом» и ЗАО «Укргидроэнерго» в Министерство экономического развития и торговли Украины.
В мае 2016 года публично подаёт в отставку с должности начальника департамента, аргументируя соответствующее решение уменьшением пространства и полноты принятия решений в связи с назначением Насалыка И. С. Министром энергетики и угольной промышленности Украины.

#### Конкурс на должность главы Житомирской областной государственной администрации
Оставив Министерство энергетики и угольной промышленности уже в октябре 2016 года участвует в конкурсе на должность председателя Житомирской областной администрации. Занимает третье место, проиграв в. о. губернатора Гундичу и руководителю Главного управления Держпродспоживслужбы в Житомирской области А. Шпиту.

### ГП НЭК «Укрэнерго»
В октябре 2016 начинает работать в ГП НЭК «Укрэнерго» в должности директора по коммуникациям и международному сотрудничеству. Зона ответственности — внутренние и внешние коммуникации, работа со СМИ и общественностью. С апреля 2018 перечень обязанностей расширился за счет HR-направления, корпоративной социальной ответственности и стратегического планирования.

#### Новый бренд ГП НЭК «Укрэнерго»
Одним из первых проектов в компании стала разработка нового бренда компании, её видения и философии, видение развития энергетической отрасли. В рамках проекта был создан новый корпоративный сайт компании, внутренний корпоративный портал. Кроме этого, компания утвердила первую в государственном секторе собственную публичную информационную политику.
Во внешних коммуникациях компании было акцентировано внимание на присутствии в социальных сетях (Facebook, YouTube, Instagram, LinkedIn, Slideshare). Таким образом, компания по этому показателю стала лидером в государственном энергетическом секторе.
При руководстве Михаила Бно-Айрияна, в 2018 году корпоративная страница компании заняла второе место в конкурсе «Лучшее корпоративное медиа Украины», а первый корпоративный журнал «Укрэнерго» «50 Hz» стал лучшим корпоративным изданием 2018 года, по версии Ассоциации корпоративных медиа Украины.

#### Интеграция в ENTSO-E
Ключевым проектом, над которым в «Укрэнерго» работал Михаил, стала интеграция объединённой энергосистемы Украины к европейской сети системных операторов передачи ENTSO-E.
При его участии 2017 подписано «Соглашение об условиях будущего объединения энергосистем Украины и Молдовы с энергосистемой континентальной Европы ENTSO-E».
Компания активно реализует план мероприятий по присоединению. После подписания соглашения интеграция в ENTSO-E стала одной из приоритетных задач новой Энергетической стратегии Украины до 2035 года.
Также в декабре 2018 года Кабинет Министров утвердил план мероприятий по синхронизации объединённой энергетической системы Украины с объединением энергетических систем государств-членов ЕС. Процесс интеграции в ENTSO-E получил название «энергетический безвиз», как отметила вице-премьер-министр по вопросам европейской и евроатлантической интеграции Украины Иванна Климпуш-Цинцадзе.
В начале 2019 года Бно-Айриян и генеральный секретарь ENTSO-E Лоран Шмитт подписали соглашение об участии «Укрэнерго» в программе сотрудничества вне рамок членства (ENTSO-E Cooperation Beyond Membership programme) на 2019—2021 годы, которая предусматривает проведение ряда учений и тренировки для сотрудников предприятия.
2017—2019 — выстроены отношения с рядом операторов системы передачи ENTSO-E, в частности, RTE (Франция), 50 Herzt (Германия), с которыми реализуются ряд совместных проектов.

#### Новая стратегия «Укрэнерго»
В 2017 году была разработана новая стратегия «Укрэнерго», которая содержит более 10 направлений развития компании, перечень стратегических целей и пути их достижения. В 2019 году стратегия была обновлена с привлечением Наблюдательного совета «Укрэнерго» и международных доноров.

#### Корпоративная социальная ответственность
Инициировал образовательный проект Ukrenergo laboratories, своеобразный инкубатор идей ученых и молодежи для разработки проектов, отвечающих потребностям стратегического развития энергетики. В рамках проекта в 2017 году состоялись «Ночи энергетики», которые прошли в Харькове, Киеве и Львове. Более 1200 студентов, выпускников вузов, аспирантов, молодых ученых и изобретателей присоединились и посетили лекции и презентации самых успешных представителей бизнеса и топ-менеджеров со всей страны.

#### Зелено-угольный парадокс
Является автором термина «зелено-угольный парадокс», который впервые в мире описал ситуацию, возникшую в украинской электроэнергетике в 2019—2020 годах — стремительное увеличение производства электрической энергии из возобновляемых источников из-за нехватки маневрирующих мощностей приводит к уменьшению производства атомной энергии и увеличение производства электроэнергии из угля. О «зелёно-угольном парадоксе» впервые публично заявил руководитель ГП «„НЭК“ Укрэнерго» Всеволод Ковальчук 16 марта 2018, после чего он начал активно использоваться украинскими средствами массовой информации, экспертами и компаниями сектора.

### Глава Киевской областной государственной администрации
10 июля 2019 года Президент Зеленский назначил Бно-Айрияна председателем Киевской ОГА. Это назначение эксперты связывали с тем, что Бно-Айриян является одногруппником Дмитрия Разумкова. Во время представления возник громкий скандал, когда Зеленский выгнал из зала секретаря Бориспольского городского совета Ярослава Годунка словами «Выйди отсюда, разбойник»

#### Открытость и прозрачность
В должности главы Киевской областной администрации, Бно-Айриян восстановил практику проведения личного приёма граждан дважды в месяц. Также ввел систему посещения районов по пятницам, в ходе которых проводил встречи с жителями области.
11 октября создал областной Совет церквей и религиозных организаций. В совет вошли все христианские конфессии (православные, католики, протестанты), мусульмане, иудеи и мормоны. Создал молодёжный совет при КОГА и начал привлекать активную молодёжь к ряду проектов в регионе.

#### Борьба с коррупцией
Бно-Айриян перевел все закупки товаров, услуг и работ стоимостью более 50 тыс. грн на систему «Prozorro». Обязал чиновников КОДА обнародовать с 1 октября 2019 все, так называемые «допороговые», договоры на закупку товаров, услуг и работ. Принял решение о продаже всей необработанной древесины на аукционах с 1 ноября 2019 года. Инициировал проведение служебного расследования деятельности департамента регионального развития, отвечающий за капитальное строительство, в ходе которого обнаружил уничтожения и отсутствие документов на проведенные работы стоимостью более 2500000000 грн. Заблокировал принятие сельским советом Виты Почтовой нового генерального плана, который бы позволил вывести из-под контроля государства 1000 га лесов. Остановил ликвидацию ГП «Переяслав-Хмельницкий государственный агролесхоз» и вернул контроль КОГА за 1800 га лесов.

#### Информационная атака
После назначения стал объектом информационной кампании по дискредитации со стороны народного депутата от «Слуги народа» Александра Дубинского, которую многие связывали с желанием команды олигарха Коломойского получить контроль над регионом. Позже Михаил объяснил, что причиной негативного отношения команды Коломойского стал отказ назначать кандидатов Дубинского главами районных администраций и в сфере здравоохранения. 26 октября накануне отставки, Михаил Бно-Айриян подал иск в Печерский районный суд Киева о защите чести и достоинства против Александра Дубинского.

#### Отставка
19 октября 2019 года Михаил Бно-Айриян показал результаты работы за 100 дней. Он сообщил, что подал 13 кандидатур на своих заместителей, но ни одна из них не получила поддержки Офисе Президента.
20 октября Бно-Айриян подал в отставку. В тот же день Кабинет Министров одобрил отставку и назначил нового главу Киевской областной государственной администрации — Алексея Чернышева, которого связывают с А. Фельдманом.
В конце 2019 года Бно-Айриян пояснил, что отставка была обусловлена тем, что ему не позволили создать свою команду и навязывали на должность заместителей людей с сомнительной репутацией.
Сразу после объявления отставки группа активистов из Киево-Святошинского района начали флешмоб в поддержку Михаила Бно-Айрияна. Параллельно на сайте Президента Украины была зарегистрирована петиция о сохранении за ним должности главы Киевской ОГА и предоставления объяснений по поводу отставки Михаила Бно-Айрияна.

### 7 фильмов Бно-Айрияна
11 ноября Михаил Бно-Айриян заявил о старте нового проекта «7 фильмов БНО-Айрияна».
Он планирует снять семь фильмов об Украине, на непростые темы, про людей. По словам автора, после презентации последнего, 7-го фильма, проект будет завершён, а все, кто работал над его реализацией, вернутся к повседневной жизни. Создание новых сезонов проекта также не планируется.
Первый фильм был представлен 4 декабря на платформе YouTube. Он посвящен эпидемии COVID-19 в Украине. «Covid-19: выход из красной зоны» — первый полнометражный документальный фильм о коронавирусе в Украине. В фильме рассказывается истории 40 героев, среди которых не только врачи, но и волонтёры, фельдшеры, водители скорой помощи, предприниматели, работники заводов, а также пациенты и родственники тех, для кого коронавирус стал неизлечимой болезнью.

### Научная деятельность
В 2017 году в рамках научной деятельности издал и презентовал книгу «Стратегии энергетической дипломатии Украины», над которой с командой единомышленников работал более года.
Неоднократно публично выступал за необходимость усиления координации энергетической дипломатии и создания Института уполномоченного Президента по вопросам международной энергетической политики.

### Хобби
Картинг. Стрельба в тире.